# St. Vincentius (Heidweiler)
Die Pfarrkirche St. Vincentius ist die katholische Dorfkirche von Heidweiler (Rheinland-Pfalz). Sie wurde 1416 auf einer kleinen Anhöhe südlich des Ortes errichtet und ist damit eine der ältesten Kirchen des Heckenlandes. Der Chor wurde 1644 errichtet.
Von kunsthistorischem Wert ist insbesondere der Hochaltar, der mit reichhaltigen Rokokoschnitzereien verziert ist. Er diente ursprünglich in einer Kirche in Piesport als Seitenaltar. Der Zelebrationsaltar birgt Gebeine des Seelsorgers Peter Friedhofen sowie der Schwester Blandine Merten.
Die Pfarrei Heidweiler gehört zum Bistum Trier und dem Dekanat Wittlich. Ihr zugeordnet sind folgende Filialen:
- St. Laurentius (Dierscheid)
- St. Hubertus (Greverath)

Die Pfarrei wird durch den Pfarrer der Pfarreiengemeinschaft Salmtal geleitet.